# Podwójny system pokrewieństwa
Podwójny system pokrewieństwa – jeden z typów systemów pokrewieństwa, w którym występuje (niekoniecznie równoważnie) matrylinearna i patrylinearna zasada pochodzenia. W społeczeństwach opartych na tym systemie istnieją obok matrylinearne i patrylinearne grupy pochodzeniowe, do których należy się równocześnie.

## Charakterystyka
System podwójnego pokrewieństwa uznaje się niekiedy za jeden z wariantów unilinernego systemu pokrewieństwa, lecz w rzeczywistości występuje obie reguły pochodzenia: matrylinearna i patrylinearna. W systemie tym jednostka wyprowadza swe pochodzenie od matki matki i ojca ojca.
Alfred Reginald Radcliffe-Brown jako jeden z pierwszych zauważył w 1924 r., że oba warianty unilinernego pochodzenia mogą występować w tym samym społeczeństwie.

## Występowanie
G.P. Murdock badając występowanie tego systemu pokrewieństwa na świecie stwierdził, że najczęściej występuje on w Afryce (np. u 
Yakö w Nigerii) i w Polinezji.